# Bastillon
Dans les fortifications, le bastillon est un monticule de terre dressé devant les ouvrages défensifs élevés près des portes, les bastides (châtelet, bretèche).
Il peut désigner par la suite une petite bastille qui deviendra une redoute et dont on fera par la suite un bastion.
C'est donc un ouvrage de transition entre la tour et le bastion, occupant la même position et remplissant la même fonction.
L'apparition de l'artillerie à poudre impose aux places fortes de repenser leur architecture, privilégiant notamment le rôle des bastions d'angles.